# 侬宗亶
侬宗亶（越南语：／，1046年—？），又名宗亶（越南语：／），越南李朝将领。侬族人。
他生于广源州金坡（在今太原省），其父曾为该州牧。侬宗亶本人作为李朝大将，和李常杰一起指挥了对宋战争，给北宋造成大量伤亡。但在此役若干年后，侬宗亶可能又投奔了宋朝。